# Carver Mead
Carver Andress Mead (Bakersfield (Californië), Verenigde Staten, 1 mei 1934) is een Amerikaans elektrotechnicus en pionier van de moderne micro-elektronica. Sedert 1999 is hij Gordon-and-Betty-Moore-Professor-emeritus aan het California Institute of Technology (CalTech), waar hij meer dan 40 jaar les heeft gegeven.

## Biografie
Carver Mead groeide op in Kernville, Californië. Zijn vader was werkzaam in de energiecentrale van het Big Creek Hydroelectric Project, die eigendom was van de Southern California Edison Company. Later verhuisde hij naar zijn grootmoeder in San Francisco, zodat hij aldaar naar een grotere middelbare school kon gaan. Reeds op jonge leeftijd raakte hij geïnteresseerd in de elektrotechniek en de elektronica. Later behaalde hij een zendlicentie en was op de middelbare school werkzaam bij enkele lokale radiostations.
Na de middelbare school studeerde hij elektrotechniek aan CalTech en behaalde er een Bachelor of Science (1956), een Master of Science (1957) en een doctoraat (1960). Gedurende de jaren 1960 voerde Mead een systematisch onderzoek uit naar het energiegedrag van elektronen in isolatoren en halfgeleiders. Hierdoor ontwikkelde hij een goed inzicht in de werking van elektronentunneling, barriergedrag en hot-elektrontransport.
Op basis van dit onderzoek ontwikkelde Carver Mead in 1966 de eerste galliumarsenide MESFET-transistor, nu een steunpilaar in de draadloze elektronica, zoals radiotelescopen, satellietschotels en mobiele telefonie. Dit werk legde de basis voor de latere ontwikkeling van HEMT's door het bedrijf Fujitsu in 1980. Hij was de eerste die de laagste limiet voor vermogensverlies voorspelde voor de grootte van transistors, en introduceerde het concept van schaalbaarheid op weg naar submicrontechnologie. Hij was de eerste die miljoenen transistors op een enkele microchip profeteerde en ontwikkelde de eerste methodologie voor het ontwikkelen van zeer grote, zeer complexe geïntegreerde schakelingen. Hij gaf wereldwijd de eerste VLSI-ontwerpcursus. Hij creëerde de eerste ontwerpsoftware voor geïntegreerde schakelingen (siliciumcompiler).
In 1980 publiceerde Mead samen met Lynn Conway het veelgelezen boek "Introduction to VLSI-systems". Dit boek was erg belangrijk voor de doorbraak van de op dat moment snel verspreidende revolutie van microchip-ontwerp wereldwijd.
Hij ontwikkelde de methodologie Collective Electrodynamics en is ook een pionier in de toepassing van floating gate-transistors voor niet-vluchtige opslag in neurale netwerken en andere analoge schakelingen. Samen met professor John Hopfield en Nobelprijswinnaar Richard Feynman bestudeerde hij hoe dierenhersenen 'berekenen' (Engels: compute). Dit trio katalyseerde drie gebieden: neurale netwerken, neuromorfische engineering en computerfysica. Op basis van de leermatrix van Karl Steinbuch creëerde Mead de eerste silicium retina en microchips die kunnen leren van ervaring en richtte de eerste bedrijven op die deze technologieën toepasten, zoals Synaptics en Foveon. Deze ontwikkelde CMOS-sensoren voor beeldverwerking, bijvoorbeeld voor digitale fototoestellen. Ook zijn boek Analog VLSI and Neural Systems uit 1989 was hierin belangrijk.
Carver Mead wordt gecrediteerd voor bekendheid geven aan de wet van Moore: Gordon Moore's voorspelling uit 1965 dat door technologische ontwikkelingen het aantal transistoren op een microchip elke twee jaar verdubbelt.

## Trivia
- Mead bezit een omvangrijke verzameling van glazen en keramische telegraafpaalisolatoren.

## Onderscheidingen
- 1981: de jaarlijkse "Award for Achievement" van het tijdschrift Electronics (samen met Lynn Conway)
- 1989: Lid van de Amerikaanse National Academy of Sciences (NAS)
- 1991: Lid van de American Academy of Arts and Sciences (AAAS)
- 1996: Phil Kaufman Award „voor zijn invloed op de elektronische ontwerpindustrie“.
- 1996: John-von-Neumann-Medaille van het Institute of Electrical and Electronics Engineers (IEEE)
- 1999: Lemelson-MIT Prize
- 2001: Dickson Prize in Science
- 2002: National Medal of Technology
- 2002: Computer History Museum Fellow Award
- 2009: National Inventor's Hall of Fame[3]
- 2011: BBVA Foundation Frontiers of Knowledge Award ("Information and Communication Technologies")